# 1916 v dopravě

## Události
- 11. července

 V platnost vstupuje Federal Aid Road Act, první federální zákon upravující financování silnic a dálnic.